# 민령
민령(岷嶺)은 전북특별자치도 장수군 장계면과 경상남도 함양군 서상면 사이에 있는 소백산맥과 백두대간의 고개이다. 북쪽으로 약 3.5km 떨어진 곳에 육십령이 있다. '밋밋한 고개'라는 유래가 있으며, 한자 표기는 음차한 것이다. 통영대전고속도로가 육십령터널로 통과하며, 1943년에는 5km 길이의 대삼선 터널이 착공되었으나 이듬해에 공사가 중지되었다.